# دوروهه‌دورو
دُورُوهه‌دورو (به ژاپنی: ドロヘドロ) یک مجموعه مانگای ژاپنی است که توسط کیو هایاشیدا نوشته و مصورسازی شده‌است. داستان مجموعه دربارهٔ کایمان خزنده‌ای است که شستشوی مغزی شده‌ و با دوست خود نیکایدو برای بازیابی خاطرات خود و زنده ماندن در دنیایی عجیب و خشن همراه است. این سری برای اولین بار از نوامبر ۲۰۰۰ تا سپتامبر ۲۰۱۴، در مجلهٔ سینن ماهنامه ایکی از انتشارات شوگاکوکان تا زمانی که مجله چاپ خود را متوقف کرد، پخش می‌شد. سپس از مارس ۲۰۱۵ تا اوت ۲۰۱۷، در هیبانا سریال‌سازی شد، تا زمانی که انتشار هیبانا نیز متوقف شد. دوروهه‌دورو سپس به ماهنامه شونن ساندی در نوامبر ۲۰۱۷ منتقل شد و در سپتامبر ۲۰۱۸ به پایان رسید. شوگاکوکان فصل‌های خود را در ۲۳ جلد تانکوبون جمع‌آوری و منتشر کرد.
در آمریکای شمالی، این مجموعه مجوز انتشار انگلیسی زبان را از ویز مدیا در سال ۲۰۰۹ گرفته‌است.
یک مجموعه تلویزیونی انیمه ۱۲ قسمتی نیز بر پایه نسخه مانگا و به کارگردانی یوئیچیرو هایاشی توسط استودیوی ماپا دستمایه اقتباس قرار گرفت، که از ژانویه تا مارس ۲۰۲۰ در ژاپن از توکیو ام‌ایکس پخش شد.  پس از آن با انتشار جهانی نتفلیکس در ماه مه سال ۲۰۲۰ منتشر شد.

## داستان
این مجموعه در آینده‌ای پسارستاخیزی خلاصه می‌شود، در دو بعد جداگانه اتفاق می‌افتد. سوراخ، یک منظره ناگوار شهری که انسان در آن زندگی می‌کند؛ و دنیای جادوگران، خانه ساحران. جادوگران قادر هستند با احضار درهای جادویی به سوراخ رفت‌وآمد کنند.
انسان‌ها و جادوگران علی‌رغم اینکه به نظر مشابه می‌رسند، دو گونه متمایز هستند که اولی به‌طور طبیعی در حال تکامل است، در حالی که دومی از یک شیطان اولیه به نام چیداروما نشأت گرفته‌است. جادوگران اندام‌های خاصی به نام لوله‌های دود در بدن خود دارند که آن‌ها را قادر می‌سازد «دود» تولید کنند، منبع قدرت جادویی منحصر به فرد آنها. برخی از جادوگران قدرت ضعیفی دارند (جادوگران سطح پایین لقب گرفته‌اند) در حالی که دیگران ممکن است قادر به کارهایی بسیار بزرگتر مانند زنده کردن مردگان یا کنترل زمان باشند. این قدرت‌ها بسیار نادر و بسیار گرانبها هستند. میزان دودی که جادوگر قادر به تولید است، تأثیر توانایی جادویی آن‌ها را تعیین می‌کند. بسیاری از جادوگران برای بهبود خروج دود خود از طریق جراحی یا معمولاً استفاده غیرقانونی از پودر سیاه، داروی تقویت کننده دود که توسط باند جادوگران سطح پایین به نام «چشم صلیبی‌ها» توزیع می‌شود، تلاش می‌کنند. دود نیز قابل خرید و فروش است.
سلسله مراتب جهان ساحران بر اساس این تفاوت توانایی‌ها بنا شده‌است: جادوگران قدرتمندی مانند از زندگی تجملاتی لذت می‌برند، در حالی که جادوگران ضعیف که مقدار بسیار کمی دود تولید می‌کنند و ممکن است قادر به استفاده از جادو نباشند، در فقر زندگی می‌کنند. جادوگران قدرتمند ممکن است برای تبدیل شدن به یک شیطان، موجودی نامیرا و دارای قدرت باورنکردنی، به دنبال یک نظام آموزش دقیق، دچار دگردیسی شوند. شیاطین بسیار مورد احترام جادوگران هستند و همچنین امور قلمرو سوم، جهنم را مدیریت می‌کنند، جایی که آن‌ها با چیداروما همکاری می‌کنند تا روح جادوگران مرده را شکنجه دهند.
جادوگران به‌طور مرتب از سوراخ بازدید می‌کنند تا جادوی خود را بر روی انسان انجام دهند، که منجر به تعداد زیادی قربانی و بازمانده از بدنشان می‌شود. بیمارستان‌هایی برای مقابله با تعداد روزافزون قربانیان جادو ایجاد شده‌اند، اما بشر برای دفع جادوگران کار کمی انجام می‌دهد.
محور این ماجرا مردی به نام کایمان است و جستجوی او برای یافتن هویت واقعی خود پس از تغییر شکل توسط جادوگری، او را با سر خزنده و خاطره‌ای از زندگی سابقش درگیر کرد. او به همراه دوستش نیکایدو، جادوگران را در حفره به سختی مورد حمله قرار می‌دهد، با این هدف که سر آن‌ها را به دهانش ببرد، جایی که چهره‌ای عجیب ظاهر می‌شود و تأیید می‌کند جادوگری که به او گزیده‌است، عامل تحول او بوده‌است یا خیر. به نوعی، کایمان در برابر تأثیرات جادویی مصون است و در نتیجه برای ساحران بسیار خطرناک است.
خبر یک جادوگر سر مارمولک در امان از جادو، توجه اِن، جادوگر قدرتمند و رئیس سندیکا موسوم به «خانواده اِن» را به خود جلب می‌کند، که پاک کننده‌های خود شین و نوی را برای کشتن کایمان می‌فرستد. خود ان در حال تلاش برای از بین بردن باند جادوگران سطح پایین موسوم به «چشم صلیبی‌ها» است، پس از برخوردی که با رئیس افسانه‌ای آن‌ها سال‌ها قبل به قیمت جان او تمام شد.
در حالی که ساکنان سوراخ، خانواده اِن و باند چشم صلیبی‌ها، همراه با بسیاری دیگر با یکدیگر برخورد می‌کنند، رمز و راز هویت کایمان شروع به آشکار شدن می‌کند، کینه‌های باستان را دوباره به وجود می‌آورد و تهدید می‌کند که برای همیشه جهان و سوراخ را تغییر خواهد داد.